# Peel Sessions
Peel Sessions er en live ep udgivet af Smashing Pumpkins i juni 1992. 
Udgivelsen indeholder optagelser fra John Peel Radio Show fra engelske BBC indspillet 9. august 1991, og alle sangene er således indspillet live. 

## Skæringsliste
- Siva
- Girl Named Sandoz
- Smiley

## Information om sangene
Siva er et nummer fra debutpladen Gish udgivet i 1991, mens Girl Named Sandoz er et gammelt The Animals nummer. Den sidste sang Smiley var en ny sang, der heller ikke siden er blevet udgivet.